# La Colère d'Achille (David)
La Colère d'Achille est un tableau peint par Jacques-Louis David en 1819 tiré d'une scène du chant I de l’Iliade. Il représente le moment où Agamemnon, qui dirige l'armée achéenne lors de la guerre de Troie, vient prendre à Achille sa captive Briséis. Agamemnon considère cela comme une compensation car il a dû restituer une de ses propres captives, Chryséis, à son père Chrysès, prêtre d'Apollon, car Chrysès en avait appelé au dieu pour libérer sa fille et Apollon avait lancé la peste contre l'armée achéenne. Achille, furieux de perdre Briséis, porte la main à son épée et hésite à attaquer Agamemnon.
C'est l'une des dernières peinture d'histoire appartenant à la période d'exil de David à Bruxelles. L'original est exposé au musée d'art Kimbell de Fort Worth, au Texas. Il existe une copie contemporaine peinte en 1825 et attribuée à Michel Ghislain Stapleaux peinte sous la direction de David (collection particulière).